# 国司純行
国司 純行（くにし すみゆき、嘉永5年（1853年） - 明治26年（1893年）2月18日）は、江戸時代末期から明治時代にかけての人物。長州藩士で国司氏の当主。父は志道元襄で、その次男。養父は国司親相。妻は毛利元純の娘。

## 生涯
元治元年11月12日（1864年12月10日）に長州藩寄組であった国司親相が禁門の変やそれに続く第一次長州征伐の責任を取って自害すると、その養子として国司氏の家督を相続した。しかし、国司の家名は断絶となり、その名字をはばかった純行は「高田健之助」と名乗った。幕末の動乱の中、忠告隊を結成して、慶応2年（1867年）の四境戦争と呼ばれる第二次長州征伐では、九州小倉に進出し、小倉城を巡る戦いで奮闘した。その戦功を認められて、同年10月、家名の再興を許され国司純行と名乗った。翌慶応3年（1868年）に垰招魂社を創建し、養父国司親相の霊を祀った。
明治維新の後、国司氏の所領は大幅に削減され、奇兵隊の一部隊士が明治2年（1869年）から翌年にかけて、脱隊騒動を起こして山口県庁を包囲した際には、国司家臣の一部もこれに参加。木戸孝允の武力鎮圧の後、首謀者の大楽源太郎らとともに国司家臣の数名も処刑されている。